# Suladwergijsvogel
De Suladwergijsvogel (Ceyx wallacii) is een vogel uit de familie Alcedinidae (ijsvogels). Deze vogel is genoemd naar de Britse natuuronderzoeker Alfred Russel Wallace.

## Verspreiding en leefgebied
Deze soort is endemisch op de Soela-eilanden, een eilandengroep in Indonesië.

## Status
De grootte van de populatie is in 2020 geschat op 2500-5000 volwassen vogels. Op de Rode lijst van de IUCN heeft deze soort de status gevoelig.